# Haskin (cráter)
Haskin es un cráter de impacto lunar ubicado en las inmediaciones del Polo Norte del satélite. Se encuentra al suroeste de los cráteres Hevesy y Plaskett. Este último es adyacente a la llanura amurallada del gran cráter Rozhdestvenskiy.
|  |

El cráter Haskin tiene una forma poligonal, con un perfil considerablemente desgastado. Su brocal aplanado abraza numerosos pequeños cráteres, y alcanza su altura máxima en la parte occidental, donde coincide con el cráter satélite Plaskett V. La plataforma interior del cráter es relativamente lisa, pero salpicada por muchos cráteres diminutos.
Recibió en 2009 el nombre del geoquímico estadounidense Larry Haskin por decisión de la UAI.